# Мясников, Игорь Владимирович
И́горь Влади́мирович Мяснико́в (08.08.1968, Павлово — 31.12.2021, Москва) — русский художник, реставратор монументальной живописи, преподаватель.

## Биография
Игорь Владимирович Мясников родился в 1968 году в городе Павлово-на-Оке Нижегородской области.
С 1983 по 1986 год учился в художественно-техническом училище г. Павлово-на-Оке по специальности гравёр по художественной обработке металла. В то же время занимался в художественной студии Дома культуры под руководством Аркадия Александровича Маврычева. В 1984 году Мясников принял участие в выставке павловских художников, проходившей в г. Павлово-на-Оке.
Закончив экстерном художественно-техническое училище, Мясников поехал в Пензу, в Пензенское художественное училище им. К.А. Савицкого. Здесь он знакомится с такими педагогами, как: заслуженный художник России — Шалаев Алексей Васильевич; Жаков Герман Васильевич и Борис Дмитриевич Борисов.

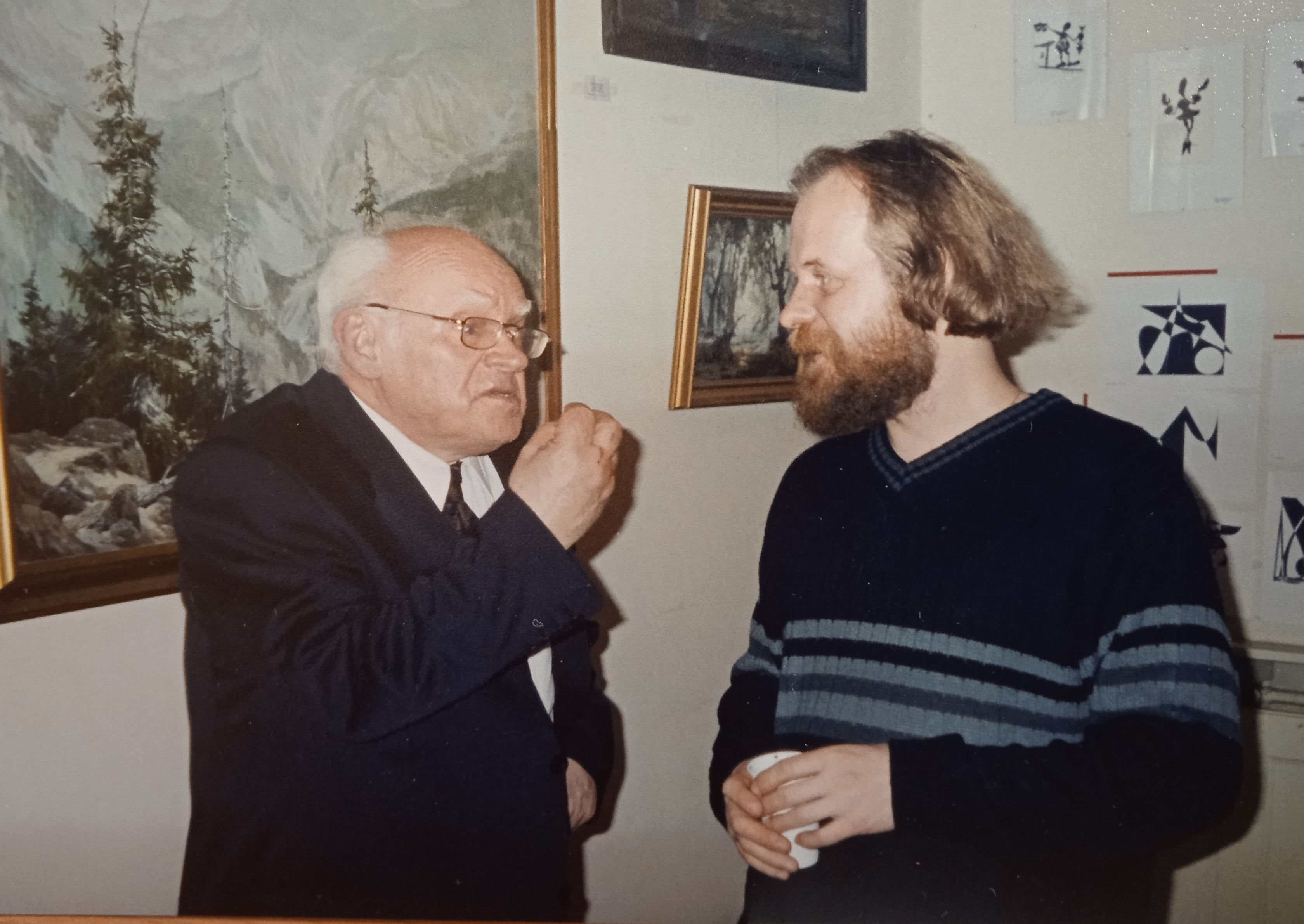
С учителем заслуженным художником РФ П.П. Литвинским

Далее продолжил обучение в Российской Академии живописи, ваяния и зодчества под руководством народного художника России, профессора Ильи Сергеевича Глазунова. В годы учёбы в Академии, огромное влияние на творчество Игоря Мясникова оказал профессор Петр Петрович Литвинский. Изучая манеру живописи старых мастеров, копируя в Эрмитаже и Третьяковской Галерее, Игорь Мясников приобрел большие технические знания.

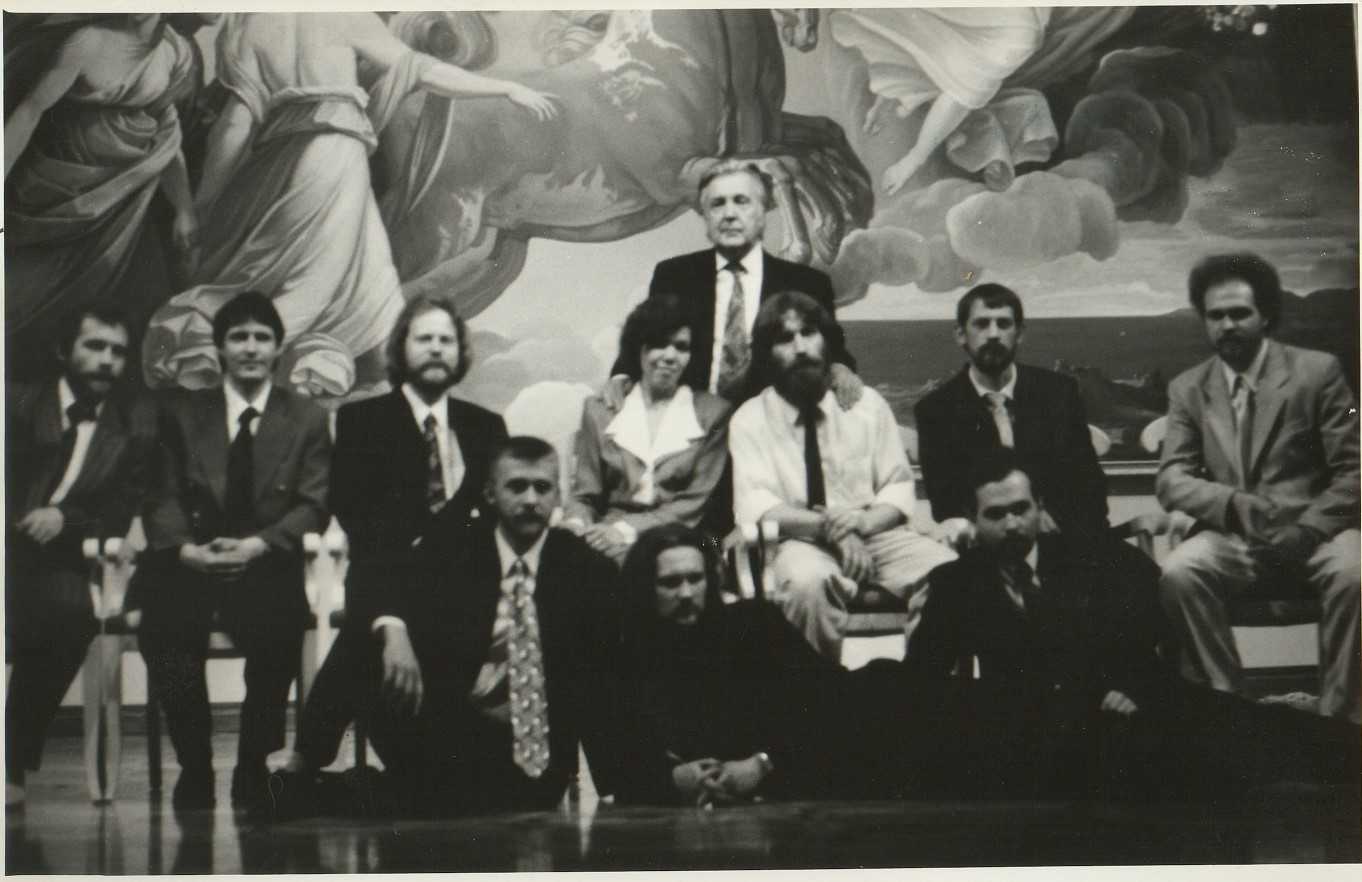
Выпускники Российской Академии живописи, ваяния и зодчества с И. С. Глазуновым

В 1991 г. посетил Италию с Ильей Сергеевичем Глазуновым для ознакомления с творениями эпохи Возрождения. Это помогло приобрести навыки рисовальщика и колориста и способствовало быстрому росту мастерства. Работая в традициях русской реалистической живописи, Игорь Мясников стремится отобразить в произведениях свой взгляд на жизнь и искусство. Его пейзажи получили высокую оценку преподавателей и заслуженное признание зрителей

## Выставки
В 1990 году Мясников выставлялся на выставке учебных и творческих работ студентов Российской Академии живописи, ваяния и зодчества.
В 1994 году открыл персональную выставку в Культурном Центре «Россия» в Москве. Зрителей поразили тонкие, лирические пейзажи самобытного художника. Русская культура, православная история России, родные поля и леса получили высокие оценки многочисленных зрителей.
В 1994 году Мясников стал участником первой выставки Российской Академии Живописи Ваяния и Зодчества в Центральном Выставочном Зале «Манеж» в г. Москве.
В 1995 году выставился на выставке в Центральном Доме Работников Искусств в Москве, и на выставке «Новые имена русского реализма» в Санкт-Петербурге, в Центральном Выставочном Зале «Манеж». В 1997 г. — выставка в галерее «С.АРТ», Центральный Дом Художника, г. Москва. В 1998 году он принял участие в выставке «Студенческие работы 1989-1998 годов из музея Российской Академии Живописи Ваяния и Зодчества», в выставочном зале «Тушино», г. Москва.
В 1998 году Игорь Мясников принимает участие в юбилейной выставке к 150-летию со дня рождения В.М. Васнецова, организованной Фондом «Мир русской души» в г. Москве. В 1999 году — в выставке художников, участвовавших в росписи Храма Христа Спасителя в его музее.

## Основные работы
Художник научился мастерски владеть пейзажем-настроением, пейзажем-размышлением и пейзажем философским. Свою дипломную работу «Рассвет на лесном озере» 1995 года он написал, продолжая традицию классиков русской живописи.
Творческая поездка по Юго-Западной Сибири помогла художнику создать такие эпические полотна, как «Каменная река», «Осенний вальс», «Сухостой».
- 1999–2000 — работа над росписью Храма Христа Спасителя.
- 2001 — реставрация и воссоздание живописи потолков в доме архитектора Лопыревского.
- 2001–2012 — проведение реставрационных работ в Храме Воздвижения Креста Господня на Чистом Вражке (г. Москва).

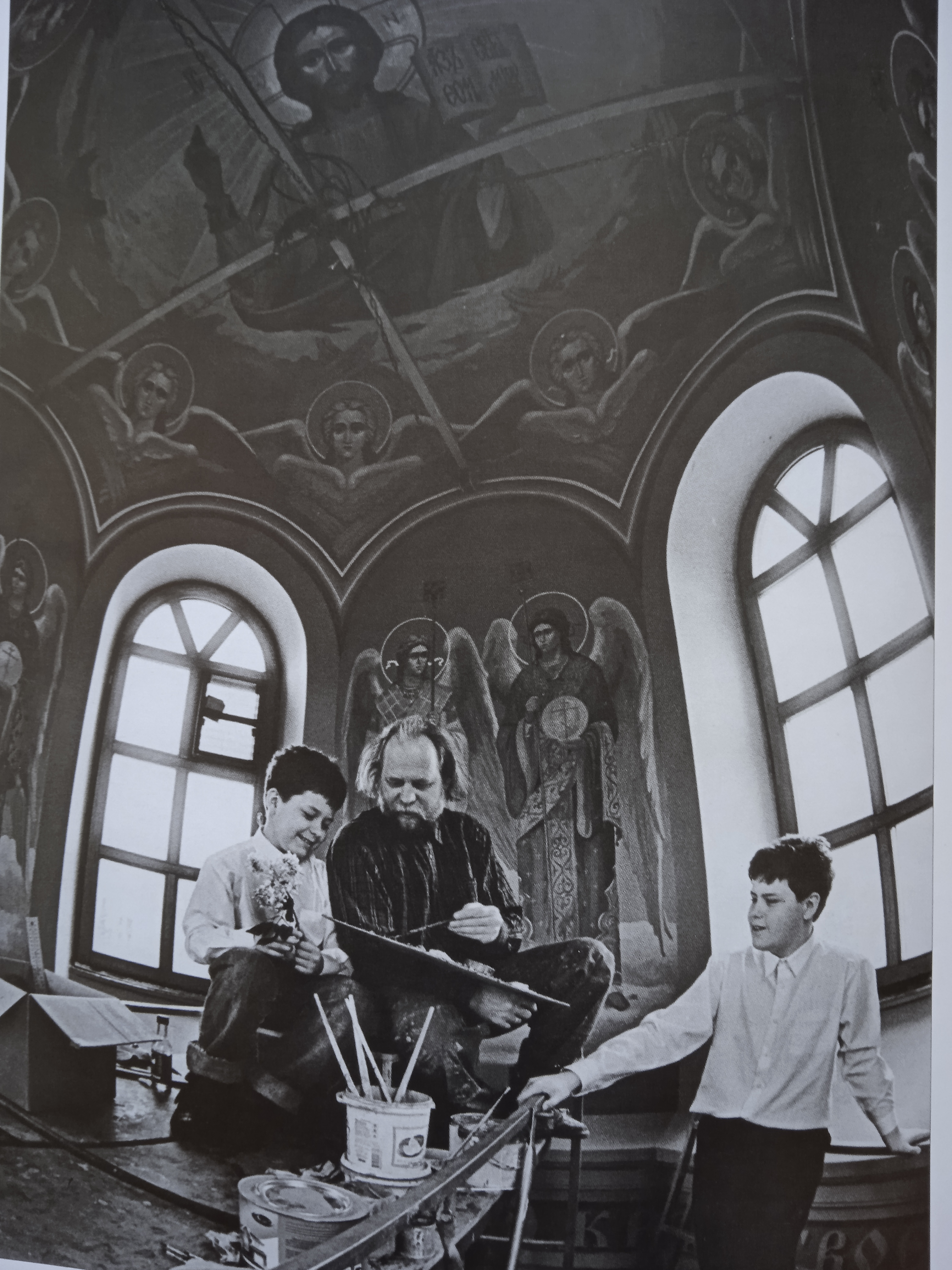
С сыновьями в Крестовоздвиженском храме под куполом

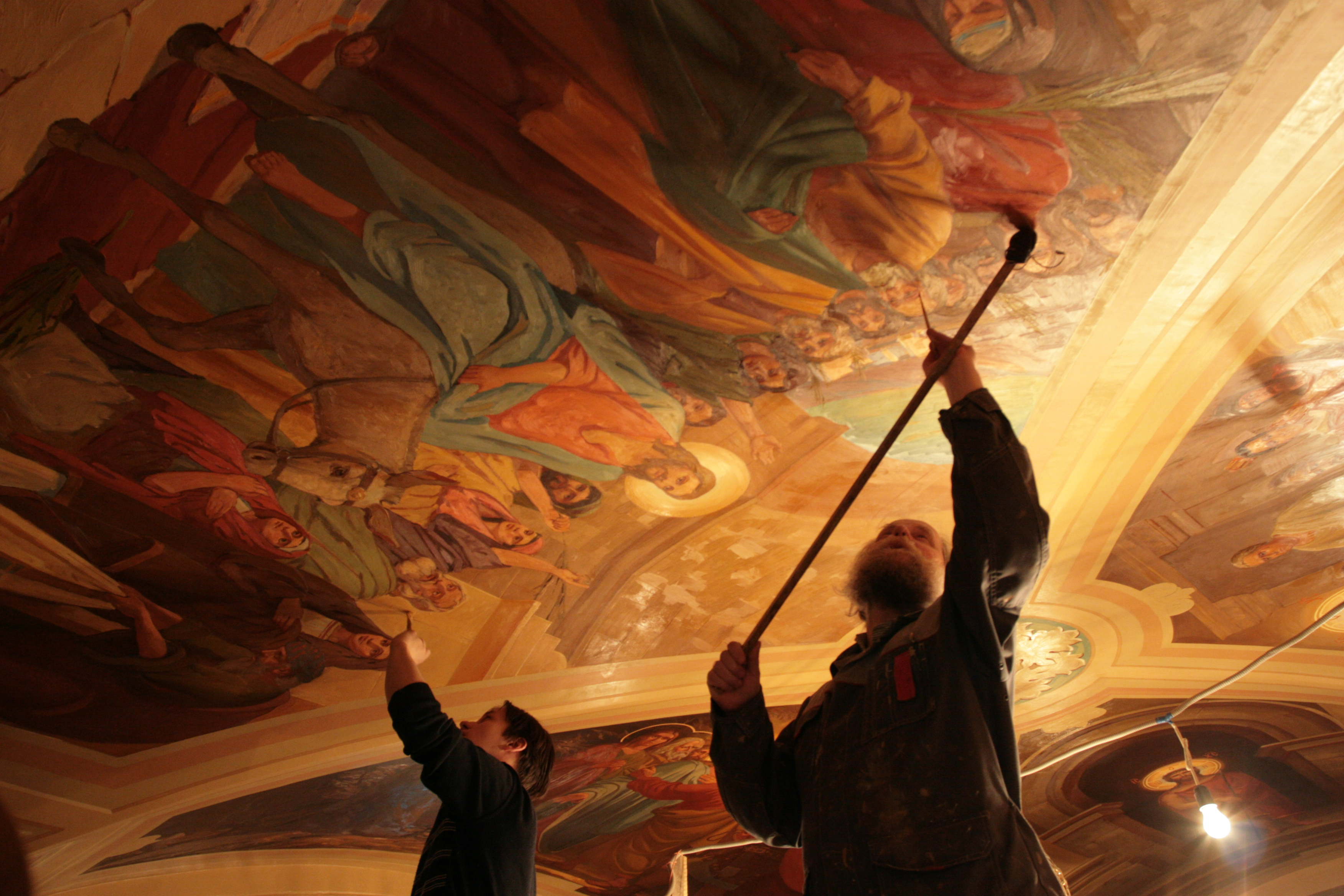
Процесс реставрации Храма Воздвижения Креста Господня

- 2003–2005 — участие в воссоздании росписи храма Усекновения Главы Иоанна Предтечи в Иоанно-Предтеченском женском монастыре (г. Москва).
- 2003 — создание иконы преподобного Иова Анзерского для храма Рождества Пресвятой Богородицы (г. Москва)[1].
- 2004–2005 — участие в воссоздании росписи Богоявленского Собора (г. Москва).
- 2004–2005 — преподавание в Московском академическом художественном лицее Российской Академии Художеств.На Академической даче с учащимися Московского центрального художественного лицея (бывш. школа) при РАХ

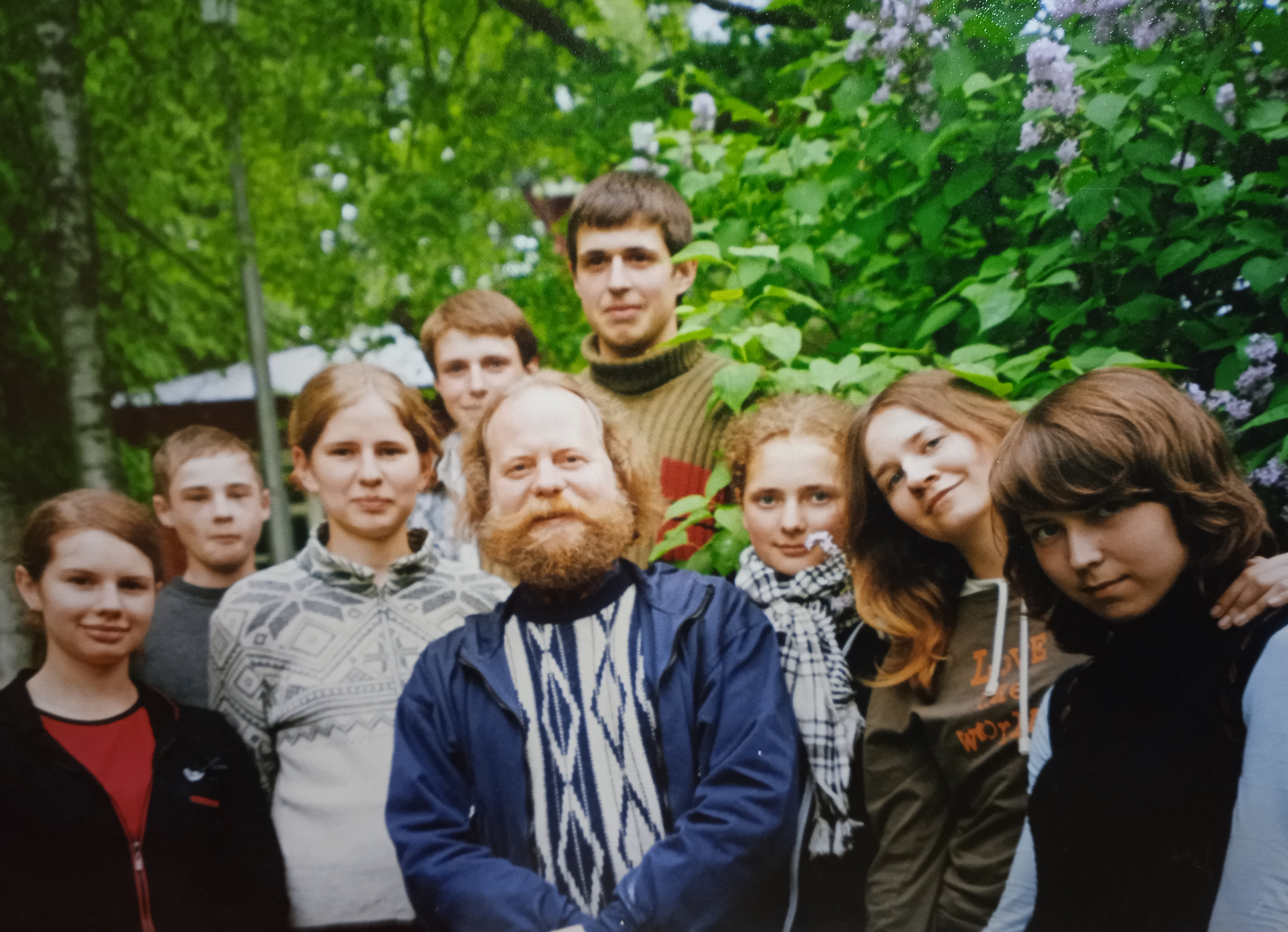
На Академической даче с учащимися Московского центрального художественного лицея (бывш. школа) при РАХ

- 2005–2008 — участие в воссоздании и реставрации росписи Успенского собора Крутицкого Патриаршего подворья.

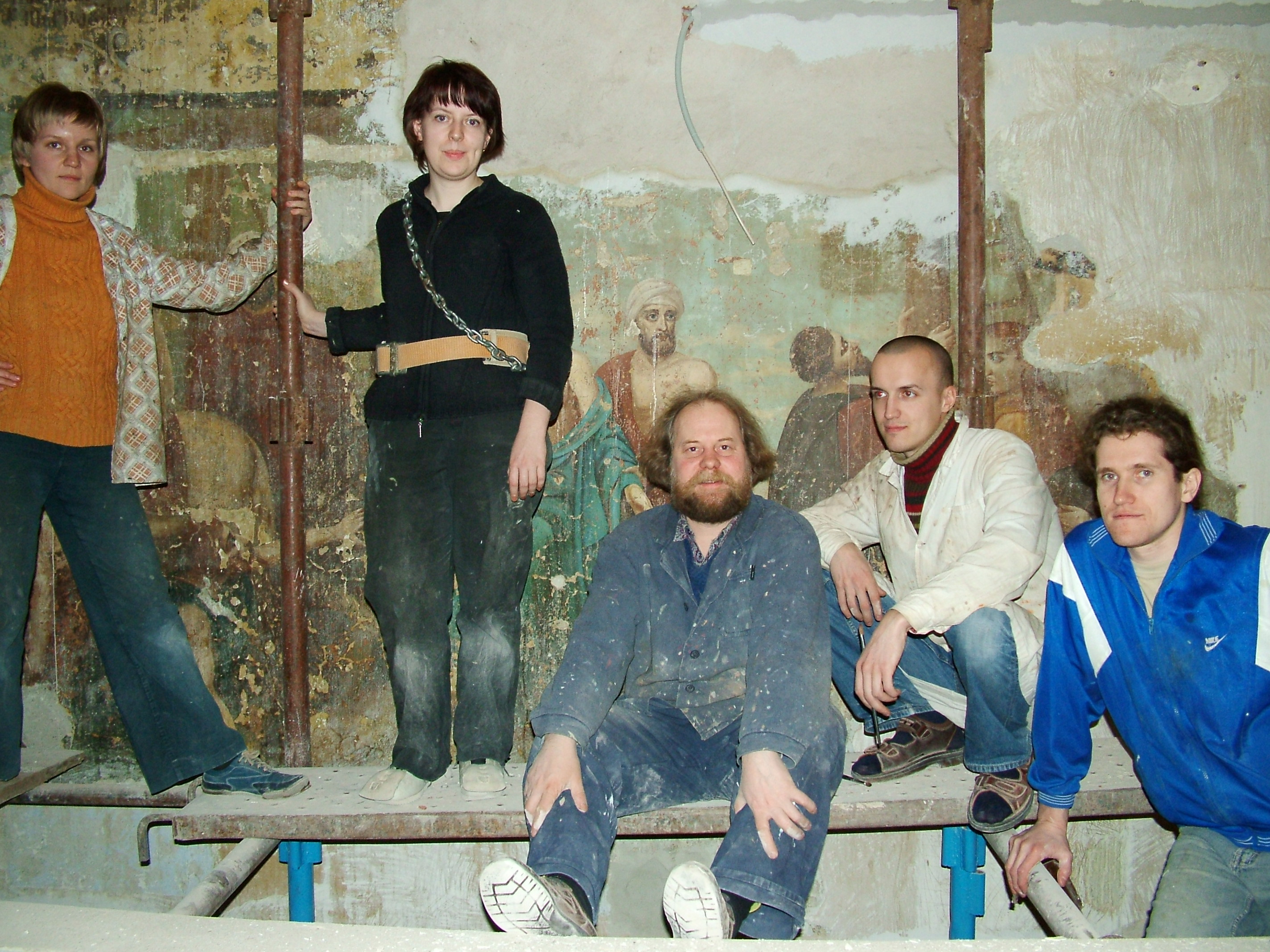
В составе бригады по воссозданию и реставрации росписи Успенского собора Крутицкого Патриаршего подворья

- 2007–2008 — участие в росписи Храма Вознесения (г. Звенигород).
- 2010 — выполнение проектных работ для росписи кафедрального Собора Святой Живоначальной Троицы (г. Петропавловск-Камчатский).[2]

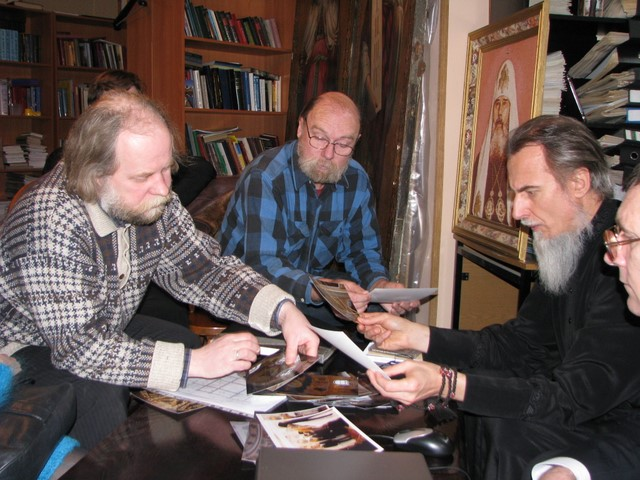
На обсуждении росписи Собора Троицы Живоначальной с епископом Петропавловским и Камчатским Игнатием

- 2012 — участие в межрегиональном проекте «Передвижная академия искусств»: пленэр «Осень в Саянах».

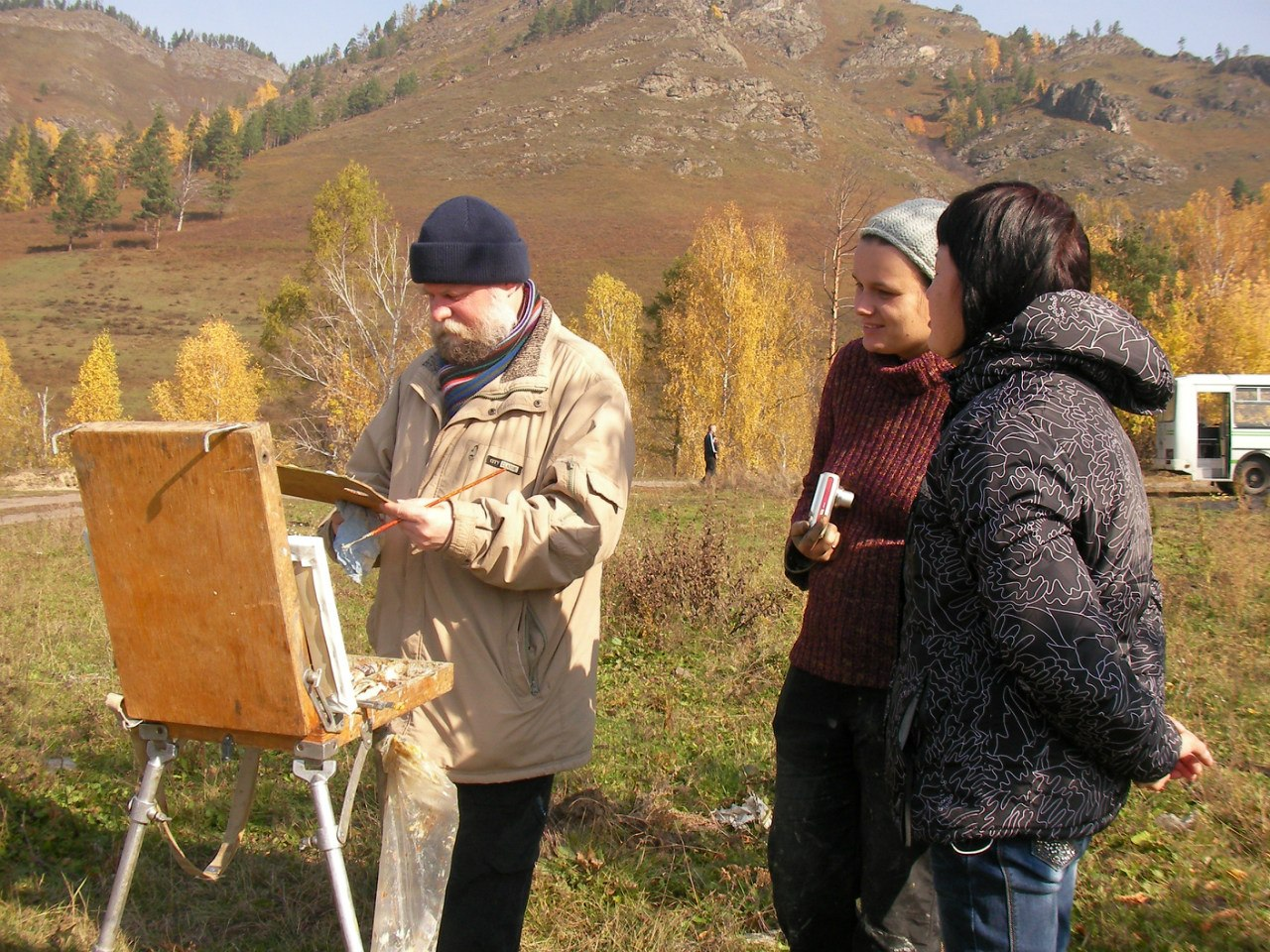
На пленэре «Осень в Саянах» с участниками проекта

- 2013 — проведение реставрационно-консервационных работ на живописи XIX в. в Церкви Спаса Нерукотворного образа (село Вороново).
- 2013–2014 — участие в реставрации Никольского Храма на Рогожском кладбище.
- 2015 — участие в реставрации Храма Успения Божией Матери (село Огарево-Почково, Рязанская область).
- 2016 — воссоздание живописи в трапезной части Казанского собора (г. Сасово).
- 2016 — участие в реставрационных работах свода алтарной части придела Св. Гурия, Самона и Авива Храма Иоанна Воина на Якиманке.
- 2016–2017 — участие в росписи Храма Иверской иконы Божией Матери (г. Ижевск).

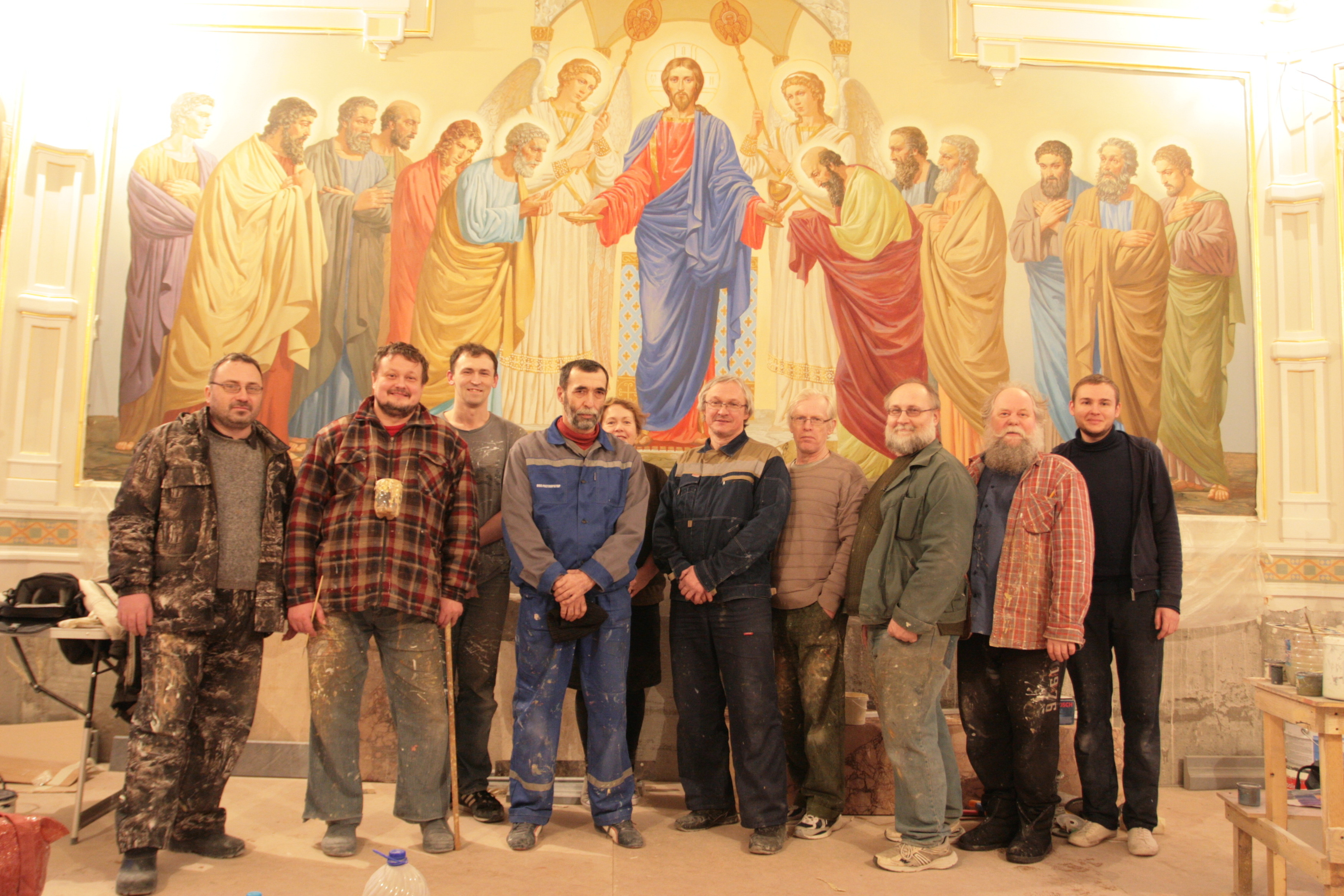
В составе бригады по росписи Храма Иверской иконы Божией Матери

- 2017–2021 — работа художником-реставратором в Межобластном научно-реставрационном художественном управлении (МНРХУ).
- 2017 — участие в реставрации Смоленского Собора Новодевичьего монастыря (г. Москва).
- 2018 — участие в реставрации живописи Храма-усыпальницы «Колоннада» Государственного музея-усадьбы «Архангельское».
- 2018–2021 — преподавание в колледже архитектуры, дизайна и реинжиниринга «26 кадр» на отделении реставрации.
- 2019–2020 — участие в реставрации Спасской церкви села Круглое Данковского района Липецкой области.
- 2020 — участие в реставрации южного фасада собора Николая Чудотворца села Крапивны Щёкинского района Тульской области.
- 2021 — участие в реставрации Днепровских ворот Крепостной стены города Смоленска.

Умер Игорь Владимирович Мясников 31 декабря 2021 года в Москве.

## Основные даты жизни
- Родился 08.08.1968г. в городе Павлово-на-Оке Нижегородской области.
- 1983 — закончил 8 классов средней школы №1 им. В.И.Ленина г. Павлова.
- 1986 — закончил техническое  училище №7 г. Павлова и получил профессию гравера.
- 1986–1988 — служба в рядах советской армии.
- 1988–1989 — учёба в Пензенском художественном училище.
- 1989–1995 — учёба в Российской Академии живописи, ваяния и зодчества на факультете живописи в пейзажной мастерской.Студенты живописного отделения РАЖВиЗ

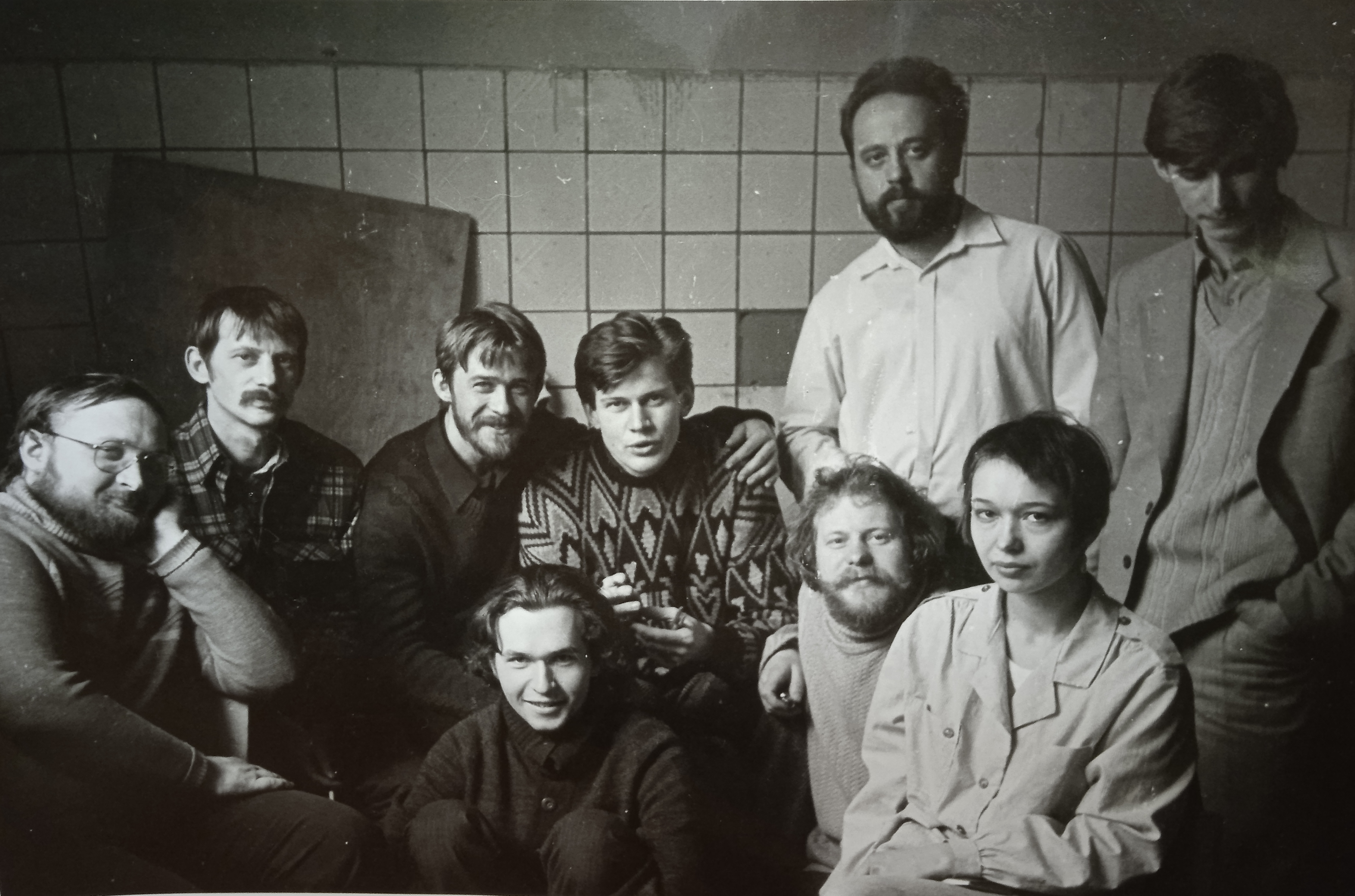
Студенты живописного отделения РАЖВиЗ

- 1995–1999 — преподавание в центре детского и юношеского творчества «Бибирево» г. Москвы.
- 1998 — принят в Творческий Союз Художников России и Международной Федерации художников.[3]
- 2017–2021 — работа художником-реставратором в Межобластном научно-реставрационном художественном управлении (МНРХУ).
- 2018–2021 — преподавание в колледже архитектуры, дизайна и реинжиниринга «26 кадр» на отделении реставрации.

## Основные работы
- «Осенний вальс»
- «Сухостой»
- «Каменная река»
- «В горной Шории»
- «Рассвет на лесном озере»
- «В берёзовой роще»
- «Старые ивы под снегом»
- «Иней»

## Выставки
- 1984 — выставка работ павловских художников, г. Павлово-на-Оке.
- 1990 — выставка учебных и творческих работ студентов РАЖВИЗ, в помещении РАЖВиЗ, Москва.
- 1991 — выставка работ студентов РАЖВиЗ, совместно с ректором Академии И. С. Глазуновым, Рим, Италия.
- 1994 — выставка в Нигерии, г. Лагос.
- 1994 — персональная выставка в Культурном центре «Россия», Москва.
- 1994 — первая выставка РАЖВиЗ в ЦВЗ «Манеж», Москва.
- 1994 — выставка в Московском Комитете защиты мира.
- 1994–95 — выставки в Центральном Доме Работников Искусства, Москва.
- 1995 — выставка «Новые имена русского реализма» в Санкт-Петербурге, ЦВЗ «Манеж».
- 1997 — выставка работ студентов и выпускников РАЖВиЗ в Ассоциации московских вузов, Москва.
- 1997 — выставка в галерее «С.АРТ», ЦДХ Москва.
- 1998 — выставка «Из фондов музея РАЖВиЗ. Студенческие работы 1989-98 гг.», выставочный зал «Тушино», Москва.
- 1998 — выставка, посвященная 150-летию со дня рождения В. М. Васнецова, Фонд «Мир русской души», Москва.
- 1999 — выставка в театре А. Джигарханяна.
- 1999 — выставка в музее Храма Христа Спасителя.
- 2002 — выставка в Болгарском культурном центре.
- 2002–2003 выставка в Щелковской муниципальной художественной галереи.
- 2004 — выставка в Министерстве внутренних дел Российской Федерации Академии управления.
- 2005 — выставка в музее МАХЛРАХ.
- 2008 — выставка в Солнечногорской муниципальной художественной галереи.
- 2008 — выставка в Центральном пограничном музее ФСБ России «Границы Отечества глазами современных художников».
- 2010 — персональная выставка «Тихая моя Родина...» в РДК «Звезда» г. Наро-Фоминск[4].
- 2012 — коллективная выставка «Сохраняя традиции» в РДК «Звезда» г. Наро-Фоминск[5].
- 2012 — выставка в составе участников пленэра «Осень в Саянах» в Хакасском национальном краеведческом музее им. Л.Р. Кызласова.
- 2012 — персональная выставка в Государственном выставочном зале «АРТ-ИЗМАЙЛОВО» г. Москва[6].
- 2012 — выставочный проект «Притяжение реализма» в Государственном выставочном зале «Галерея Измайлово» г. Москва.
- 2017 — персональная выставка «Живописная Москва» в Библиотеке №10 ЦБС ЦАО г. Москвы.
- 2019 — участие в выставке колледжа 26 кадр «Сохраняя традиции» Наро-Фоминск ДТ «Звезда».
- 2019 — участие в выставке «Учитель и ученики» Посвящённой 95-летию со дня рождения педагога, члена СХ СССР Аркадия Маврычева. г. Павлово, Нижегородской области. МБУК «Центр досуга г. Павлова» Выставочный зал им. А. Маврычева.
- 2019 — участие в коллективной выставке «Сохраняя традиции» Министерство культуры. г. Москва.
- 2022 — первая посмертная выставка «Игорь Мясников. Живопись. Графика. Реставрация» в выставочном зале им. Аркадия Маврычева, г. Павлово.
- 2023 — выставка в колледже «26 КАДР», г. Москва[7].
- 2023 — выставка в Долгопрудненском историко-художественном музее, Московская область, г. Долгопрудный.[8]